# Coptomiopsis fimbriata
Coptomiopsis fimbriata är en skalbaggsart som beskrevs av Pouillaude 1915. Coptomiopsis fimbriata ingår i släktet Coptomiopsis och familjen Cetoniidae. Inga underarter finns listade i Catalogue of Life.